# Frequência muito baixa
Frequência muito baixa (em inglês:  Very Low Fequency - VLF) é a frequência é emitida, por exemplo, pelas linhas de transmissão de energia elétrica em corrente alternada. Também é usada para a rede de comunicação via rádio de submarinos. As antenas para este tipo de rádio-comunicação são enormes, devido ao grande comprimento de onda.
Frequências Ultra Baixas são usadas para examinar os problemas geoambientais em camadas sedimentares rasas e de baixa condutividade, na exploração de águas subterrâneas e na localização da posição de corpos de fontes anômalas sob a superfície. A tecnologia eletromagnética VLF é usada na faixa de frequência de 15 a 30 kHz. A VLF utiliza também as ondas portadoras de transmissão de comunicações distantes e poderosas de organizações militares. 
VLF também é usado para sinalizadores de navegação por rádio (alfa) e sinais de tempo (beta). VLF também é usado em pesquisas geofísicas eletromagnéticas.
Historicamente, esta banda foi usada para comunicação de rádio transcontinental durante a era telegráfica sem fio entre 1900 e 1925. Nações construíram redes de estações de rádio LF e VLF de alta potência que transmitiam informações de texto pelo código Morse, para se comunicar com suas colônias e frotas navais. Tentativas iniciais foram feitas para usar em radiotelefonia usando modulação de amplitude e modulação de banda unilateral dentro da banda a partir de 20 kHz, mas o resultado foi insatisfatório porque a largura de banda disponível era insuficiente para conter as bandas laterais.
Também utilizada em radiodetectores de raios atmosféricos, investigações ionosféricas e detecção de meteoros.